# Tartarski rajon
Tartarski rajon (azerski: Tərtər rayonu, armenski: Տերտերի շրջան) je jedan od 66 azerbajdžanskih rajona. Tartarski rajon se nalazi u unutrašnjosti Azerbajdžana. Središte rajona je Tartar. Površina Tartarskog rajona iznosi 957 km². Tartarski rajon je prema popisu stanovništva iz 2009. imao 97.270 stanovnika, od čega su 47.689 muškarci, a 49.581 žene.
Tartarski rajon se sastoji od 43 općine.
Cijeli rajon se od Prvog rata u gorskom Karabahu nalazio pod kontrolom Gorskog Karabaha.